# Pizzeria
Et pizzeria er en restaurant, hvor der overvejende er fokus på pizzaer.
I Danmark har mange pizzeriaer dog også andet fastfood, som fx pommes frites og burgere og andet junkfood.[kilde mangler]